# Saint-Aubin (Jura)
Saint-Aubin és un municipi francès situat al departament del Jura i a la regió de Borgonya - Franc Comtat. L'any 2007 tenia 1.714 habitants.

## Demografia

### Població
El 2007 la població de fet de Saint-Aubin era de 1.714 persones. Hi havia 663 famílies de les quals 166 eren unipersonals (67 homes vivint sols i 99 dones vivint soles), 229 parelles sense fills, 221 parelles amb fills i 47 famílies monoparentals amb fills.
La població ha evolucionat segons el següent gràfic:
Habitants censats

### Habitatges
El 2007 hi havia 731 habitatges, 675 eren l'habitatge principal de la família, 14 eren segones residències i 42 estaven desocupats. 638 eren cases i 88 eren apartaments. Dels 675 habitatges principals, 513 estaven ocupats pels seus propietaris, 155 estaven llogats i ocupats pels llogaters i 7 estaven cedits a títol gratuït; 2 tenien una cambra, 25 en tenien dues, 92 en tenien tres, 184 en tenien quatre i 373 en tenien cinc o més. 540 habitatges disposaven pel capbaix d'una plaça de pàrquing. A 261 habitatges hi havia un automòbil i a 344 n'hi havia dos o més.

### Piràmide de població
La piràmide de població per edats i sexe el 2009 era:
| Homes | Edats   | Dones |
| ----- | ------- | ----- |
| 0     | 95 o +  | 0     |
| 4     | 90 a 94 | 20    |
| 4     | 85 a 89 | 12    |
| 12    | 80 a 84 | 16    |
| 36    | 75 a 79 | 40    |
| 20    | 70 a 74 | 24    |
| 56    | 65 a 69 | 36    |
| 44    | 60 a 64 | 60    |
| 44    | 55 a 59 | 48    |
| 20    | 50 a 54 | 36    |
| 52    | 45 a 49 | 20    |
| 44    | 40 a 44 | 52    |
| 96    | 35 a 39 | 80    |
| 44    | 30 a 34 | 64    |
| 36    | 25 a 29 | 48    |
| 20    | 20 a 24 | 16    |
| 56    | 15 a 19 | 48    |
| 76    | 10 a 14 | 68    |
| 64    | 5 a 9   | 44    |
| 40    | 0 a 4   | 60    |

## Economia
El 2007 la població en edat de treballar era de 1.002 persones, 740 eren actives i 262 eren inactives. De les 740 persones actives 692 estaven ocupades (389 homes i 303 dones) i 50 estaven aturades (15 homes i 35 dones). De les 262 persones inactives 103 estaven jubilades, 81 estaven estudiant i 78 estaven classificades com a «altres inactius».

### Ingressos
El 2009 a Saint-Aubin hi havia 686 unitats fiscals que integraven 1.742,5 persones, la mediana anual d'ingressos fiscals per persona era de 17.607 €.

### Activitats econòmiques
Dels 54 establiments que hi havia el 2007, 1 era d'una empresa alimentària, 2 d'empreses de fabricació d'altres productes industrials, 7 d'empreses de construcció, 17 d'empreses de comerç i reparació d'automòbils, 2 d'empreses de transport, 2 d'empreses d'hostatgeria i restauració, 1 d'una empresa financera, 2 d'empreses immobiliàries, 5 d'empreses de serveis, 11 d'entitats de l'administració pública i 4 d'empreses classificades com a «altres activitats de serveis».
Dels 17 establiments de servei als particulars que hi havia el 2009, 1 era una oficina de correu, 1 una oficina bancària, 2 tallers de reparació d'automòbils i de material agrícola, 2 paletes, 1 guixaire pintor, 1 lampisteria, 3 electricistes, 3 perruqueries, 1 restaurant i 2 salons de bellesa.
Dels 7 establiments comercials que hi havia el 2009, 1 era un supermercat, 1 una botiga de més de 120 m², 1 una botiga de menys de 120 m², 1 una fleca, 1 una peixateria, 1 una botiga de material de revestiment de parets i terra i 1 una joieria.
L'any 2000 a Saint-Aubin hi havia 40 explotacions agrícoles que ocupaven un total de 2.736 hectàrees.

## Equipaments sanitaris i escolars
El 2009 hi havia 1 centre de salut i 1 farmàcia.
El 2009 hi havia 1 escola maternal i 2 escoles elementals. Saint-Aubin disposava d'un col·legi d'educació secundària amb 181 alumnes.

## Poblacions més properes
El següent diagrama mostra les poblacions més properes.